# أودن (هولندا)
أودن  (بالهولندية: Uden ) هي بلدية وبلدة بمقاطعة شمال برابنت، جنوبي هولندا.

## التاريخ
سُجلت أودين للمرة الأولى حوالي عام 1190 باسم «أوثن» (Uthen). في حين كان قد عُثِر على مستوطنات تعود لوقت سابق في منطقة مولنيند  وفورستينبورغ وبيتزويجك، كما عُثر على أدلة لمستوطنات تعود للعصر الجليدي بالقرب من قرية سلابروك. كانت أودن بدءاً من عام 1324 خاضعة لحكم منزل فالكنبورخ وأصبحت جزءاً من «لاند فان رافنشتاين». وأصبحت بعد عام 1397 جزءاً من دوقية كليفه الألمانية.
لم تتأثر أودن كثيراً بحرب الثمانين عاما وحصلت على حق الحرية الدينية عام 1631. ما أدى لتأسيس بلدية كروسيرز، للذين هربوا من الاضطهاد الهولندي البروتستانتي في سيرتوخيمبوس عام 1638. بقيت أودن  خارج جمهورية هولندا بعد التوقيع على معاهدة سلام مونستر عام 1648. وكانت ملاذاً للتسامح الديني وللكاثوليين من بلدات فيخل ونيستلرود وإرب المجاورة، وتمكنوا من بناء الكنائس على حدود البلدية. شهدت الفترة الممتدة من عام 1648 حتى عام 1795 زيادة في الازدهار نتيجة الأسواق الأسبوعية، ولكنها  تدمرت بشكل شبه تام بعد اندلاع حريق عام 1746.

## توأمة
ترتبط أودن بعلاقة توأمة مع بلدة ليبشتات في ألمانيا منذ 22 أكتوبر عام 1971.

## طوبوغرافيا
خريطة طوبوغرافية هولندية لبلدية أودن، يونيو 2015، (تقرأ بعد ثلاث نقرات على الخريطة).

## معرض صور

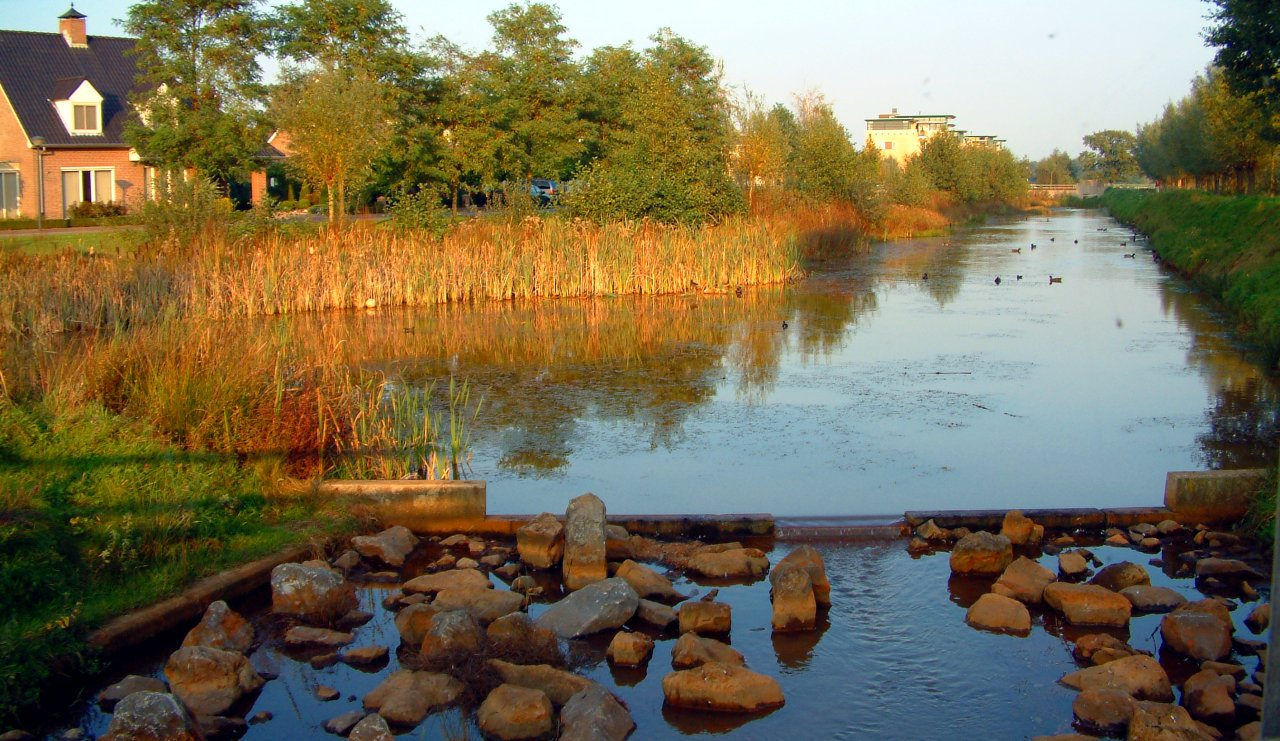
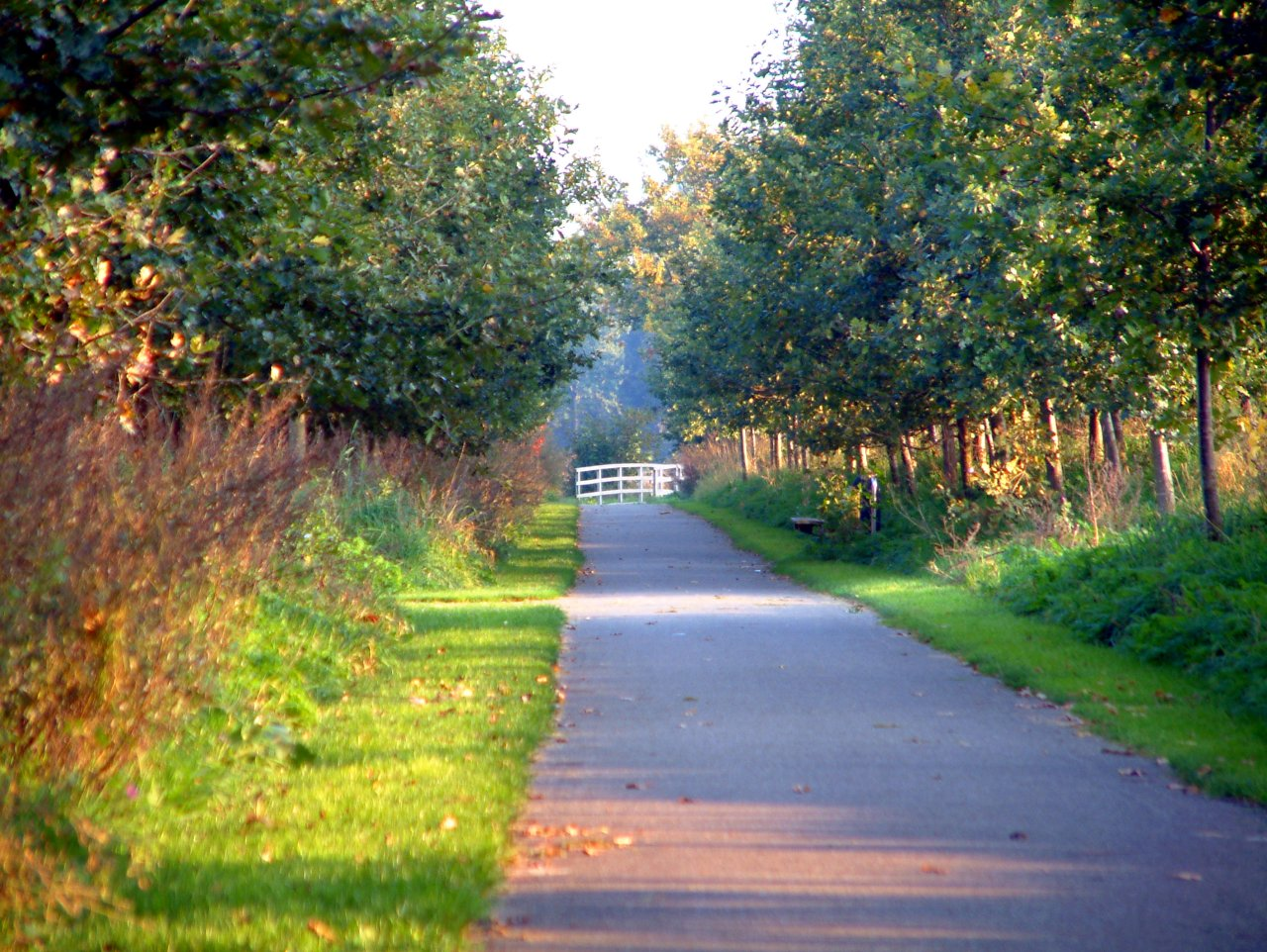
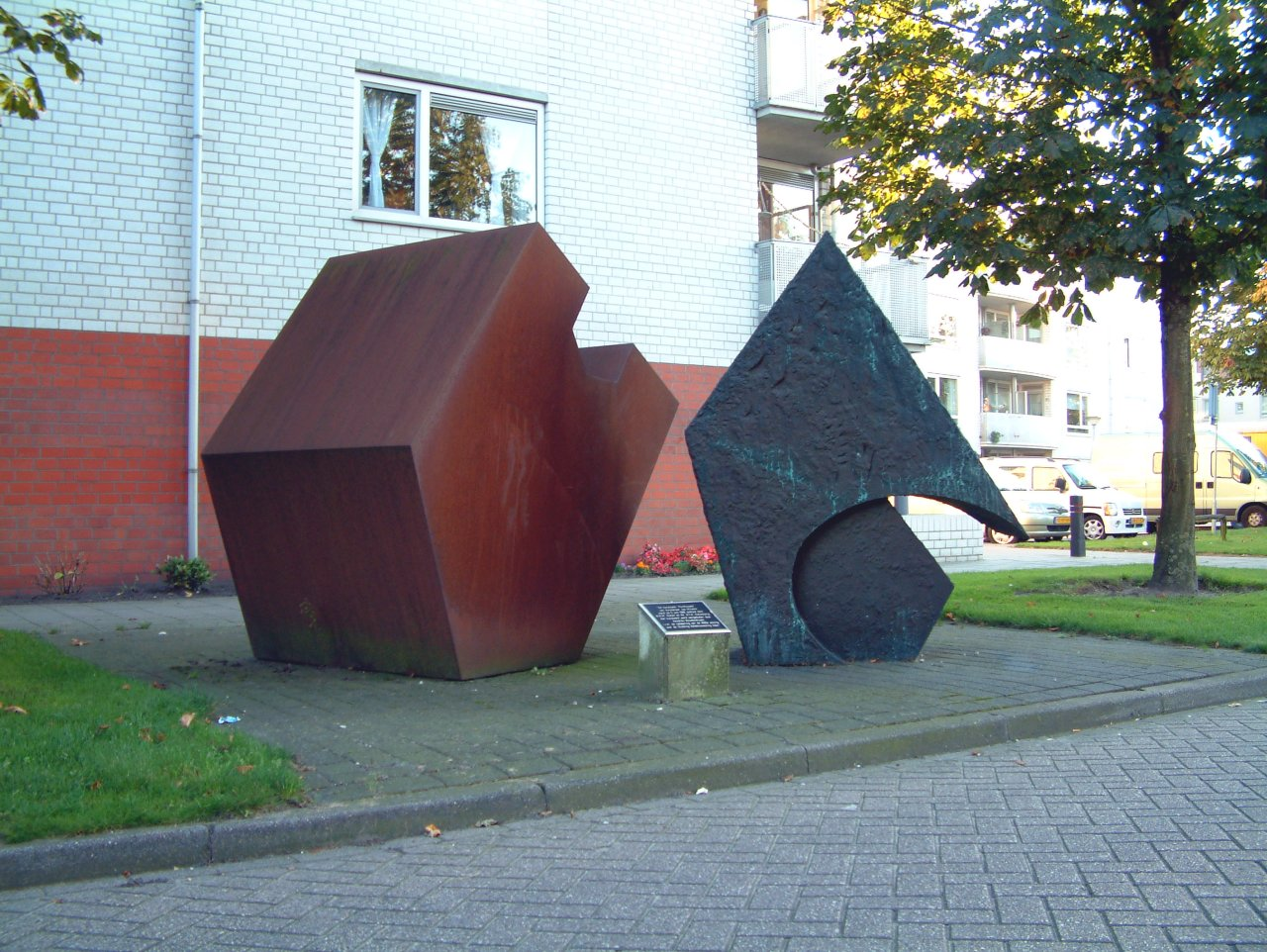
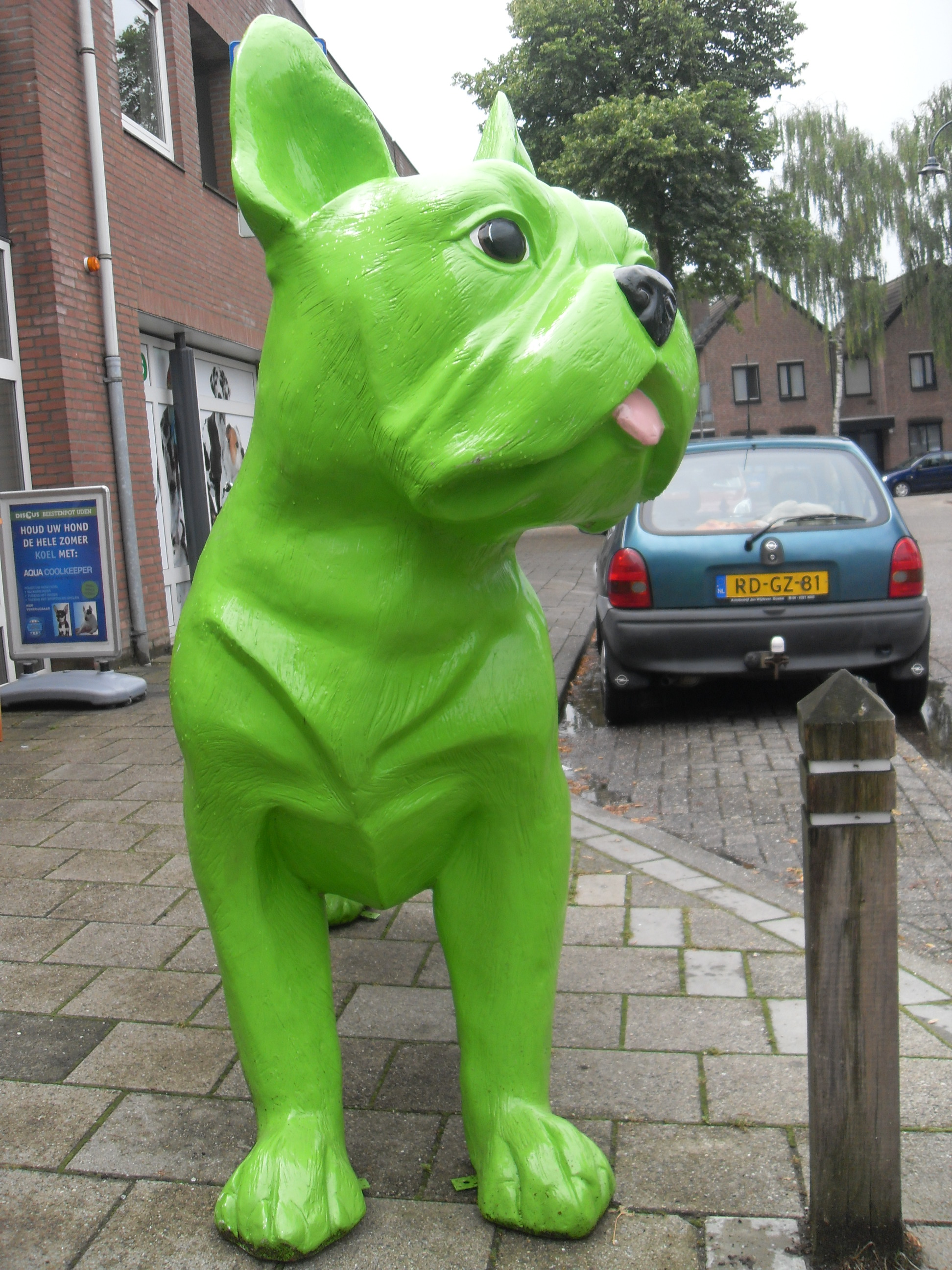
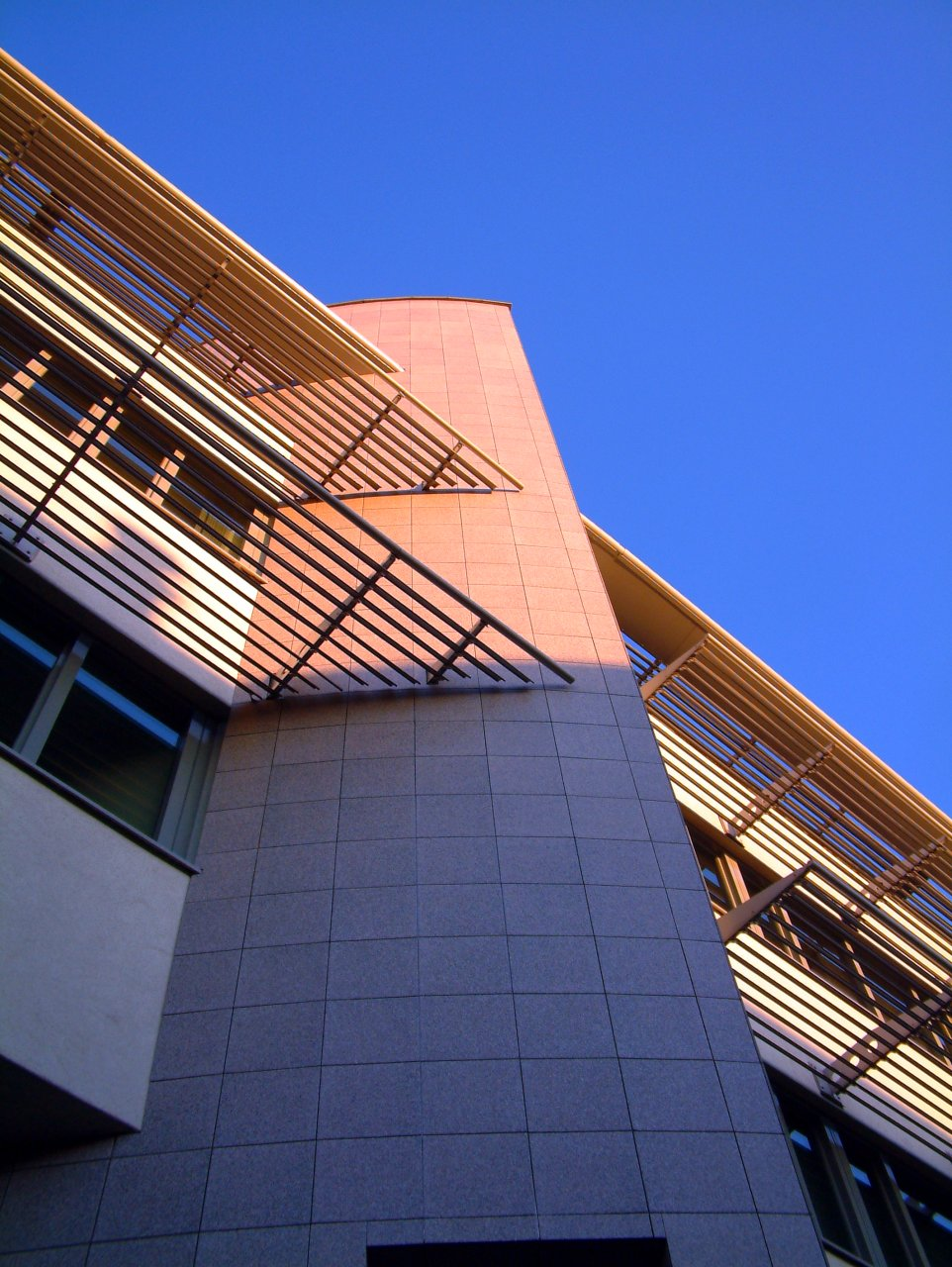